# Проституция в США

Невада (выделен красным) — единственный штат в США, где проституция легальна (в 10 округах). Мэн (выделен светло-голубым) — единственный штат в США, где преследованию подлежат только клиенты, но не секс-работники. В остальных штатах и территориях США законодательно преследуются, как секс-работники, так и их клиенты

Проституция в США согласно Первой статье Конституции не относится к области ведения федерального Конгресса, поэтому её регулирование предоставлено отдельным штатам. Во всех штатах, кроме Невады и Мэна, проституция законодательно запрещена, как для секс-работников, так и для их клиентов. В штате Мэн наказывается только покупка сексуальных услуг, но не их продажа. В 10 округах Невады, в свою очередь, функционируют публичные дома, работающие по лицензии.

## История
В 1672 году бордели были запрещены в Бостоне; этот был первый в Америке закон против проституции.
В Канзасе бордели были запрещены в 1868 году.
В 1870 году в Калифорнии жило 3536 китаянок, и 61 процент из них указали при переписи в качестве своего занятия проституцию. В 1880 это число снизилось до 24 процентов.
5 июля 1870 года городской совет Сент-Луиса (Миссури) провёл постановление о регламентации проституции, с обязательным врачебным осмотром зарегистрированных проституток. Однако уже в 1874 году постановление было отменено, после того, как 100 000 человек подписались под петицией об его отмене.
C 1890 года в городе Бьютт (Монтана) функционировал легальный бордель, но в 1982 году он был закрыт.
С 6 июля 1897 года по 14 ноября 1917 года регламентация проституции была введена в Новом Орлеане; районом красных фонарей был Сторивилль. Бордели были закрыты по настоянию федерального правительства, опасавшегося за здоровье своих солдат.
6 февраля 1911 года Западная Вирджиния запретила вербовку женщин для проституции и организацию борделей.
7 апреля 1913 года в Калифорнии был принят Закон об сокращении красных фонарей, согласно которому владельцы зданий, в которых имела место проституция, должны были платить штраф. Закон вступил в действие 3 ноября 1914 года.
Законы штата Вермонт, запрещающие проституцию, относятся к 1919 году.
На начало 1943 года штат Флорида не имел никаких законов против проституции, однако давление федерального правительства, обеспокоенного ростом венерических заболеваний среди своих солдат, заставило законодателей штата принять пакет законов, запрещающих занятие проституцией, получение услуг женщин в проституции, а также любую деятельность третьих лиц в этой сфере. Законы вступили в силу 1 мая 1943 года.
С 1980 до ноября 2009 года проституция была легально разрешена в штате Род-Айленд. 3 ноября 2009 года губернатор штата Дональд Карчьери подписал закон, делающий как покупку, так и продажу секса преступлением.
В 2023 штат Мэн декриминализовал проституцию для секс-работников. Губернатор штата Джанет Миллс аргументировала закон защитой наиболее уязвимых слоев населения без попустительства  по отношению к лицам, эксплуатирующим уязвимые слои населения.

## Проституция в Неваде

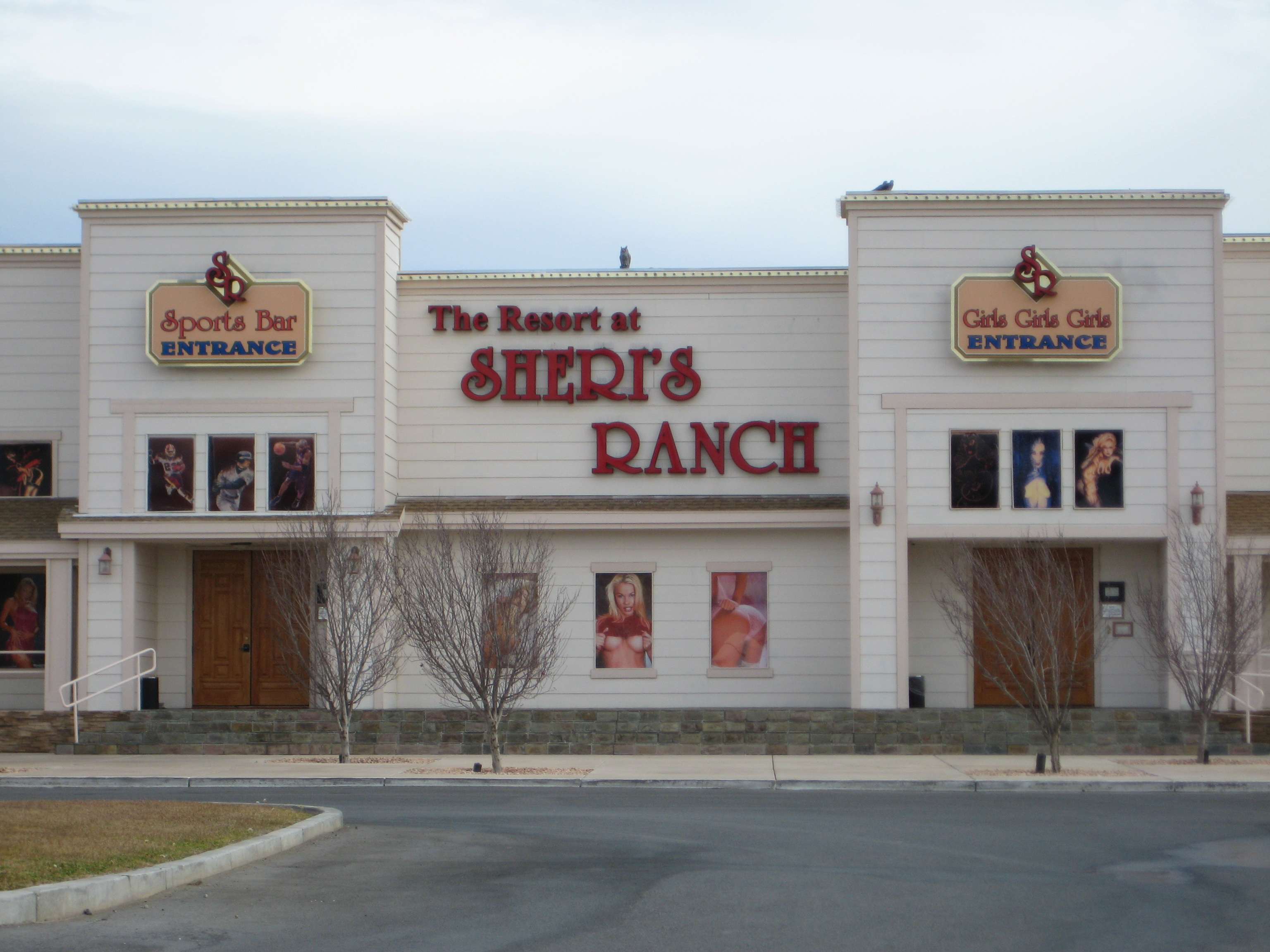
Легальный публичный дом в городе Пэрамп (Невада)

Штат Невада законно на условиях лицензирования разрешает содержание публичных домов, но только в некоторых округах. Во всех сельских округах штата занятие проституцией незаконно. В настоящее время публичные дома функционируют в восьми округах штата, хотя разрешены в большем количестве округов.
В 1987 году закон запретил заниматься проституцией где-либо, кроме как в лицензированных борделях. Нарушение этого правила является проступком (мисдиминором), при этом провинившаяся обязана пройти тест на ВИЧ.
До 2009 года закон требовал от всех проституток прохождения теста на рак шейки матки, что отстраняло от занятия проституцией мужчин. Один из владельцев борделей, Бобби Дэвис, опротестовал данное положение в отделе здравоохранения штата Невада и добился изменения закона, которое позволило работать в проституции и мужчинам. Первого мужчину наняли в январе 2010 года; он проработал несколько недель, после чего уволился, впрочем, на его место скоро нашли замену.

## Проституция в остальных штатах
В большинстве штатов занятие проституцией с законодательной точки зрения является нарушением общественного порядка и строго не преследуется.
С 1948 по 29 сентября 2006 года по всей Калифорнии около 2,7 млн мужчин были арестованы за получение услуг проститутки (статья 647b уголовного кодекса) или за поиск таких услуг (статья 653.22).
В марте 1995 года в Калифорнии была организована «Программа первого нарушителя в проституции», на которую направляли мужчин, впервые обратившихся к проститутке. У программы три организатора: благотворительная организация «Выступая против глобальной эксплуатации», основанная двумя годами ранее Нормой Хоталинг, самой пережившей проституцию, окружная прокуратура и департамент полиции Сан-Франциско. Деньги, собираемые с участников программы в качестве отчасти штрафа, отчасти платы за посещение, распределяются поровну между организаторами. До февраля 2002 года собирали по 500$, затем сумму подняли до 1000$.  По январь 2008 года эту программу прошли 5 799 мужчин. Ещё до этого действовали аналогичные программы в двух городах: Гранд-Рапидс (Мичиган) и Сент-Пол (Миннесота). В Гранд-Рапидсе такая программа действовала с 1981 года, в Сент-Поле — с 1988 года; руководитель программы в Сент-Поле, Стивен Сойер, оказал влияние на Норму Хоталинг.
Программа оказала значительное влияние: к марту 2008 года, кроме Сан-Франциско, ещё 47 городов Штатов ввели аналогичные программы (9 из них по разным причинам затухло). Очень подробный рассказ обо всех программах можно прочитать на сайте правительства США (см. ссылки).

## Позиция федерального правительства
Федеральное правительство США отрицательно относится к проституции. 27 мая 2003 года был принят закон О лидерстве в сфере противодействия ВИЧ/СПИДу, туберкулезу и малярии, статья 7631 которого запрещает организациям использовать фонды, выделенные для борьбы с указанными болезнями, в целях защиты или продвижения проституции и/или её легализации. Аналогичное требование содержится в Законе о защите жертв торговли людьми, принятом 19 декабря 2003 года. Ещё эти законы запрещали выделение фондов любым организациям, которые явно не выступили против проституции, однако 20 июня 2013 года Верховный Суд США счёл данное требование неконституционным, рассудив, что организации не обязаны отчитываться перед правительством в своих убеждениях.

## Виды ремесла
Как и в других странах, проституцию в Соединённых Штатах, можно разделить на три основные категории: уличная проституция, бордельная проституция и эскорт-проституция.